# Mario Farnbacher

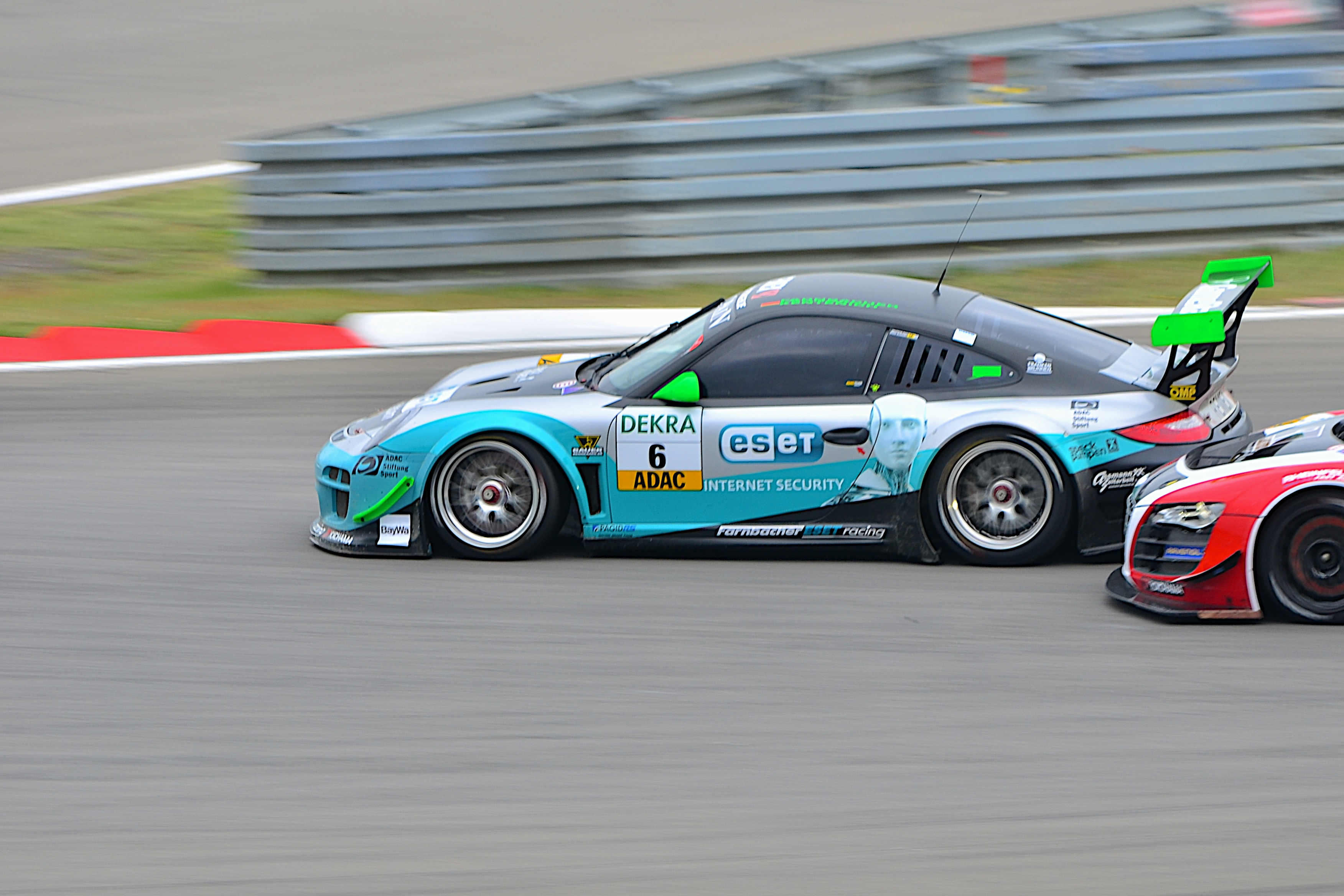
Mario Farnbacher im Porsche 911 GT3-R 2012 auf dem Nürburgring

Mario Farnbacher (* 14. Mai 1992 in Ansbach) ist ein deutscher Automobilrennfahrer. Er ist der Bruder von Dominik und der Sohn von Horst Farnbacher.

## Karriere
Farnbacher begann seine Motorsportkarriere 1999 im Kartsport, in dem er bis 2009 aktiv war. 2010 wechselte Farnbacher in den Formelsport und trat für ma-con Motorsport in der ADAC-Formel-Masters an. Während sein Teamkollege Richie Stanaway dominant die Meisterschaft für sich entschied, wurde Farnbacher mit drei Siegen und insgesamt zwölf Podest-Platzierungen Dritter in der Fahrerwertung. Er war zudem der beste Neueinsteiger in dieser Saison. 2011 trat Farnbacher zunächst in der Toyota Racing Series, der höchsten Monoposto-Serie in Neuseeland, an vier von fünf Rennwochenenden für ETEC Motorsport an. Mit einem zweiten Platz als bestes Resultat belegte er den zwölften Gesamtrang. Anschließend bestritt Farnbacher seine zweite Saison in der ADAC-Formel-Masters. Am Saisonauftakt startete er erneut für ma-con Motorsport. Zum zweiten Rennen wechselte er zu Motopark Academy. Während sein Teamkollege Emil Bernstorff Meisterschaftsdritter wurde, beendete Farnbacher die Saison mit einem Sieg auf dem sechsten Platz im Gesamtklassement.

## Sonstiges
2010 war Farnbacher Kandidat in der Deutschen Post Speed Academy.

## Statistik

### Karrierestationen
- 1999–2009: Kartsport
- 2010: ADAC-Formel-Masters (Platz 3)
- 2011: Toyota Racing Series (Platz 12)
- 2011: ADAC-Formel-Masters (Platz 6)
- 2012: ADAC-GT-Masters (Platz 14)

### Sebring-Ergebnisse
| Jahr | Team                                     | Fahrzeug                         | Teamkollege         | Teamkollege       | Platzierung             | Ausfallgrund |
| ---- | ---------------------------------------- | -------------------------------- | ------------------- | ----------------- | ----------------------- | ------------ |
| 2013 | NGT Motorsport                           | Porsche 997 GT3 Cup              | Carlos Gomez        | Kuba Giermaziak   | Rang 34                 |              |
| 2014 | Team Seattle Alex Job Racing             | Porsche 911 GT3                  | Ian James           | Alex Riberas      | Rang 25                 |              |
| 2015 | Team Seattle Alex Job Racing             | Porsche 911 GT America           | Ian James           | Alex Riberas      | Rang 15 und Klassensieg |              |
| 2016 | Team Seattle Alex Job Racing             | Porsche 911 GT3 R                | Ian James           | Alex Riberas      | Rang 23                 |              |
| 2017 | Riley Motorsports Team AMG               | Mercedes-AMG GT3                 | Jeroen Bleekemolen  | Ben Keating       | Rang 16 und Klassensieg |              |
| 2018 | Michael Shank Racing with Curb-Agajanian | Acura NSX GT3                    | Justin Marks        | Lawson Aschenbach | Rang 23                 |              |
| 2019 | Michael Shank Racing with Curb-Agajanian | Acura NSX GT3                    | Justin Marks        | Trent Hindman     | Rang 25                 |              |
| 2020 | Meyer Shank Racing                       | Acura NSX GT3                    | Matt McMurry        | Shinya Michimi    | Rang 20                 |              |
| 2022 | Gradient Racing                          | Acura NSX GT3 Evo22              | Till Bechtolsheimer | Kyffin Simpson    | Rang 37                 |              |
| 2024 | Heart of Racing Team                     | Aston Martin Vantage AMR GT3 Evo | Ross Gunn           | Alex Riberas      | Rang 24                 |              |
| 2025 | Heart of Racing Team                     | Aston Martin Vantage AMR GT3 Evo | Misha Goikhberg     | Parker Kligerman  | Rang 40                 |              |